# Thumeries
Thumeries település Franciaországban, Nord megyében. Lakosainak száma 4102 fő (2022. január 1.). Thumeries La Neuville, Moncheaux, Mons-en-Pévèle, Ostricourt, Leforest, Attiches és Wahagnies községekkel határos.

## Népesség
A település népessége az elmúlt években az alábbi módon változott:
| Lakosok száma | 3997 | 3942 | 3945 | 3900 | 3893 | 3884 | 3957 | 4029 | 4102 |
|               | 2013 | 2015 | 2016 | 2017 | 2018 | 2019 | 2020 | 2021 | 2022 |